# Langues en Europe

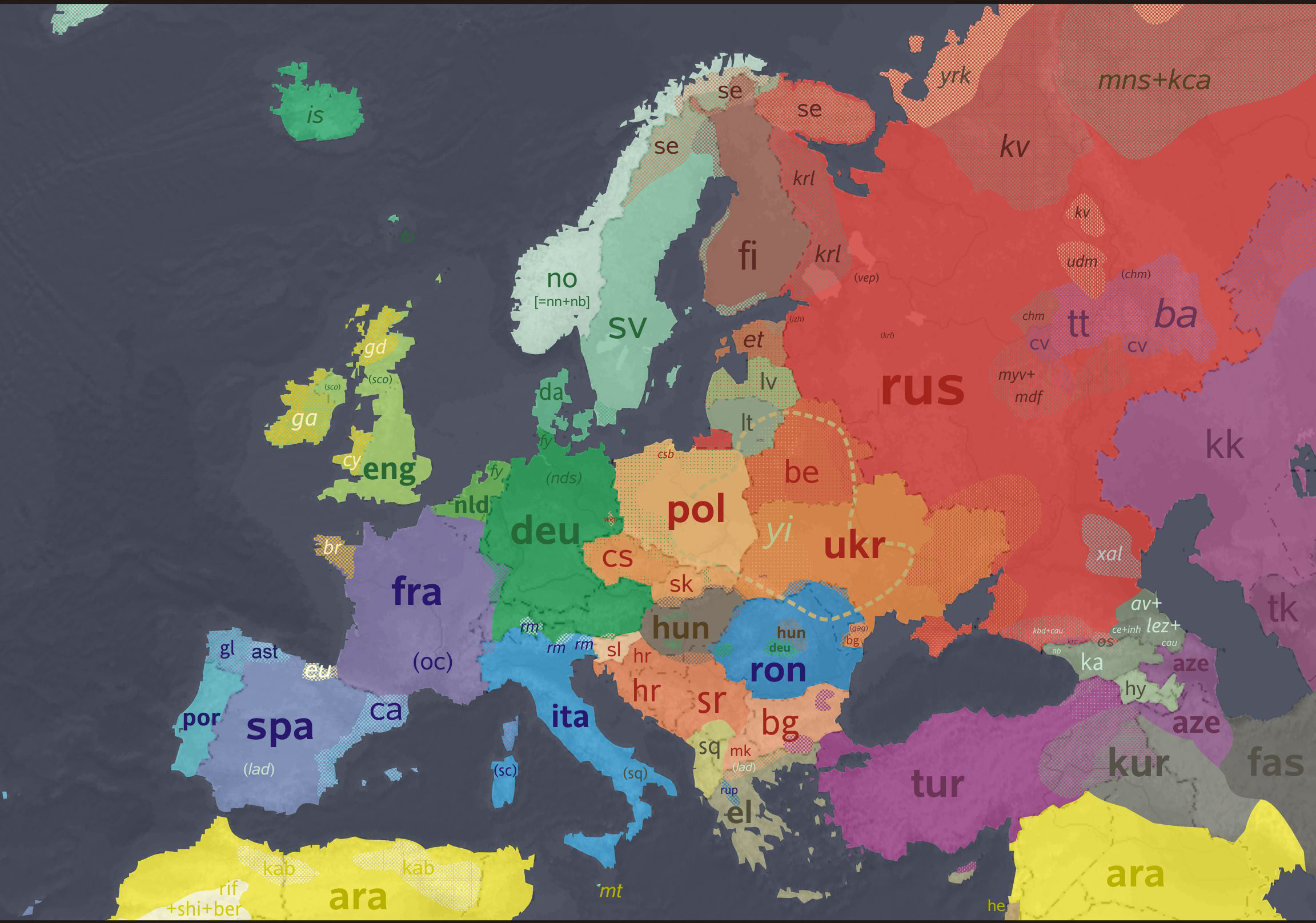
Carte des langues d'Europe, repérées par leur code ISO.

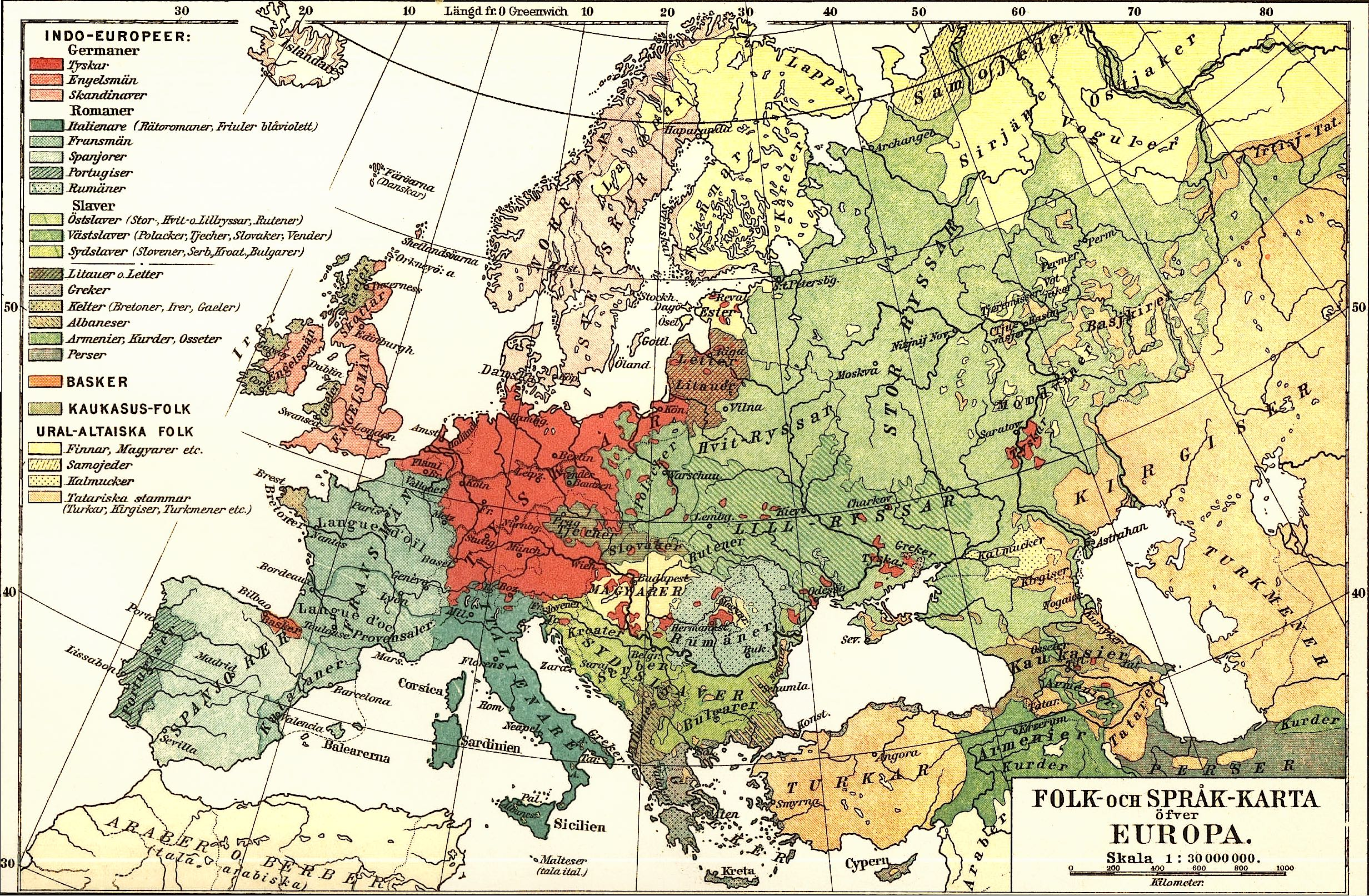
Langues d'Europe en 1907.

Les langues d'Europe sont les langues parlées quotidiennement par les différents peuples installés dans l'espace géographique et culturel européen.
La plupart des langues en Europe appartiennent à la famille des langues indo-européennes, l'autre grande famille étant celle des langues finno-ougriennes. La famille des langues turques est également présente, tandis que les familles des langues abkhazo-adygiennes, langues nakho-daghestaniennes et langues kartvéliennes occupent une place importante dans le Caucase. Certaines langues parlées de façon plus marginale (comme le basque) font figure d'isolats, tandis que le maltais est la seule langue nationale en Europe qui soit de la famille des langues sémitiques.
En plus des langues actuelles, il existe de nombreuses langues auparavant utilisées en Europe, qui sont aujourd'hui mortes, tandis que d'autres langues sont en danger.
Le Conseil de l'Europe est explicitement engagé dans la protection et la promotion des langues européennes, notamment celles qui sont les moins utilisées sur le plan quantitatif, qu'elles soient régionales ou minoritaires, et ce par le biais de la Charte européenne des langues régionales ou minoritaires, que vingt-cinq États ont signée et ratifiée.
L'étude des langues en Europe est l'objectif de l'eurolinguistique.

## Géographie et typologie des langues

### Langues pré-indo-européennes

Localisation du Pays basque en Europe.

Le basque, parlé dans le Pays basque, qui constitue l'unique isolat linguistique attesté du continent européen. Toutefois, un substrat basque est présent dans le gascon voisin (parlé entre Pyrénées et Garonne) qui, lui, fait partie du groupe des langues occitano-romanes.

### Langues indo-européennes

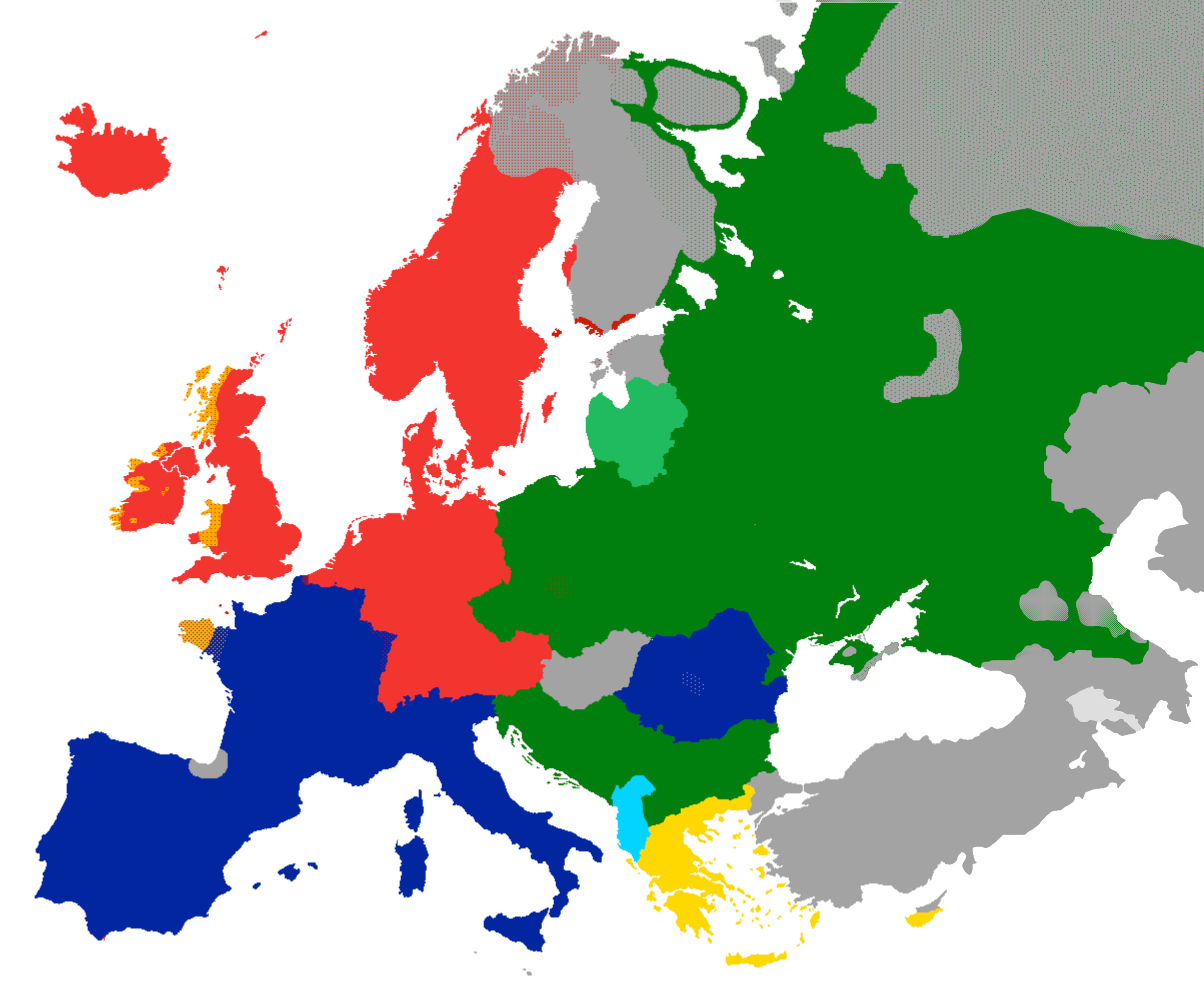
Principales familles de langues en Europe

Les langues indo-européennes parlées en Europe se répartissent principalement en quatre familles : langues germaniques, langues romanes, langues baltes et langues slaves (ces deux dernières étant regroupées en un groupe balto-slave par la plupart des linguistes), mais il existe également de nombreuses langues parlées par une population de moindre importance.

#### Langues germaniques

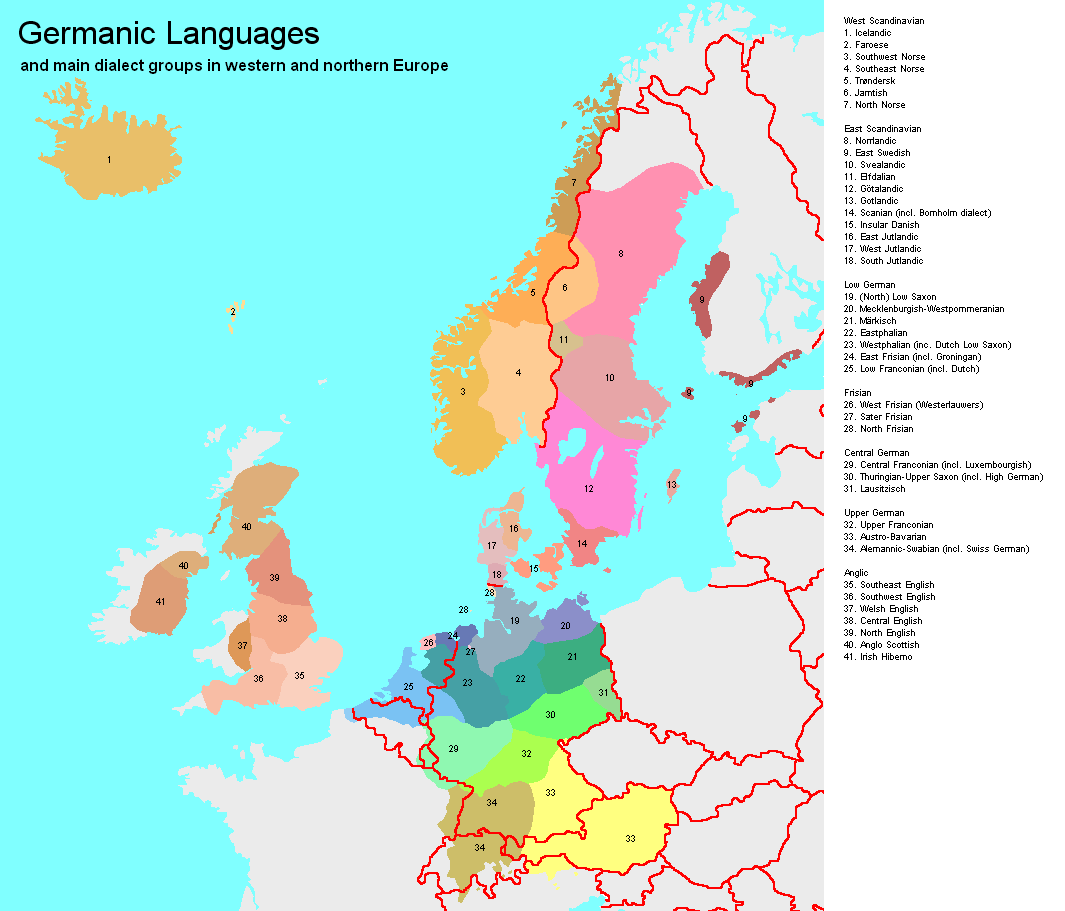
Distribution géographique des langues germaniques en Europe.

Les sept langues nationales (allemand, anglais, néerlandais, suédois, danois, norvégien, islandais) sont parlées ensemble par plus de 99 % des locuteurs de ces pays. Sept pays de langue germanique font partie de l'UE hors Royaume Uni. Leur population prise ensemble inclut 30% de la population de l'UE.
Ces langues sont réparties en deux branches géo-linguistiques :
- branche dite nordique, correspondant aux langues scandinaves, elles-mêmes réparties en deux sous-groupes :
  - langues scandinaves occidentales : islandais (Islande), norvégien nynorsk (Norvège), féroïen (îles Féroé) ;
  - langues scandinaves orientales : danois (Danemark), norvégien bokmål (Norvège), suédois (Suède, Finlande) ;
- branche dite occidentale, elle-même divisée en deux autres sous-groupes :
  - langues anglo-frisonnes, parlées dans les îles Britanniques (anglais, scots) et sur le continent, principalement en Frise (langues frisonnes: frison occidental, frison septentrional et frison oriental) ;
  - langues allemandes, parlées principalement en Allemagne, aux Pays-Bas, en Belgique, en Suisse, en Autriche, au Liechtenstein, au Luxembourg et dans le nord de l'Italie, qui se divisent en deux groupes :
    - groupe bas allemand, regroupant les langues de l'ensemble bas francique (néerlandais et limbourgeois), le bas saxon et le bas allemand oriental ;
    - groupe haut allemand (allemand, moyen francique, luxembourgeois francique oriental, francique méridional, alémanique, bavarois, éventuellement le yiddish).

#### Langues romanes

Distribution géographique des langues romanes en Europe.

Les plus parlées sont le français, l'italien, l'espagnol, le roumain, le portugais et le catalan. Les cinq premières étant des langues nationales rassemblent plus de 99 % des locuteurs de ces pays. Ensemble, ces cinq langues constituent la majorité relative de la population de l'UE (209 M/ 448 M = 47 % de sa population). Les langues romanes sont réparties en plusieurs sous-groupes linguistiques :
- langues gallo-romanes, qui regroupent le français, le francoprovençal et les autres Langues d'oïl (France, Belgique francophone, Suisse romande, Luxembourg, Vallée d'Aoste) ;
- langues occitano-romanes, qui regroupent occitan et catalan ;
- langues ibéro-romanes, qui regroupent les autres langues et dialectes de la péninsule ibérique (espagnol, portugais, galicien...) et auxquelles le catalan est parfois rattaché ;
- langues italo-romanes, qui rassemblent l'italien et les langues et dialectes voisins (corse, sicilien, toscan...) ;
- langues rhéto-romanes (groupe de langues alpines : romanche, ladin, frioulan) ;
- langues thraco-romanes, qui rassemblent des langues parlées dans le sud-est de l'Europe (principalement le roumain et l'aroumain/armân) ;
- langues considérées comme isolées dans le groupe roman (sarde).

#### Langues baltes

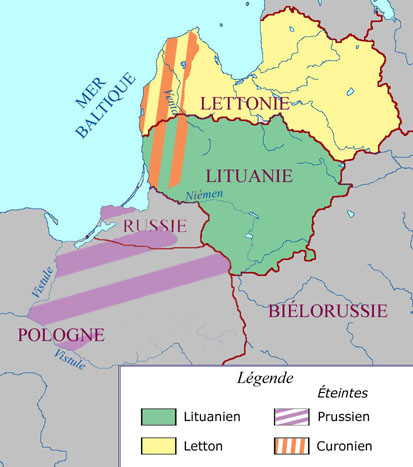
Distribution géographique des langues baltes.

Les langues baltes sont parlées par environ 6 millions de personnes. Le lituanien (très majoritairement parlé en Lituanie) et le letton (en Lettonie) sont les seules langues encore parlées aujourd'hui. Ce groupe linguistique comprend également de nombreuses langues éteintes.

#### Langues slaves

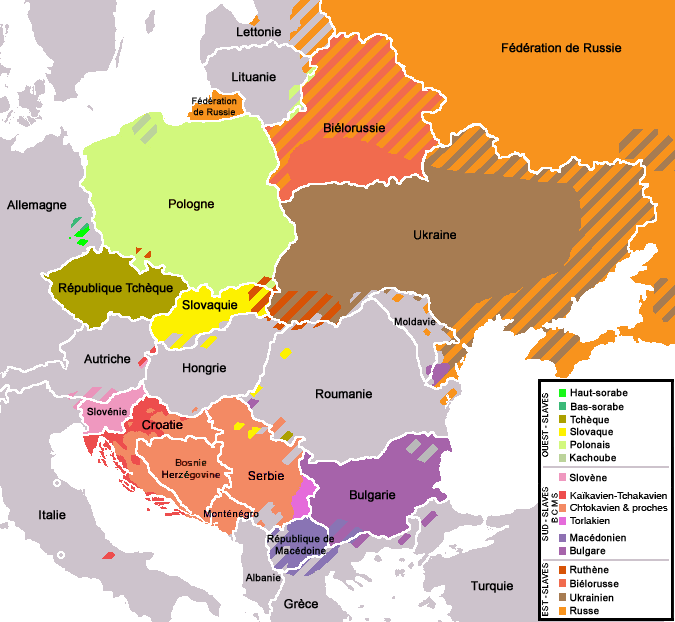
Distribution géographique des langues slaves en Europe.

Les langues slaves sont parlées dans plusieurs pays d'Europe centrale et orientale. Elles  rassemblant 315 millions de locuteurs en comprenant l'ensemble de la Russie. Les trois premières langues (russe, ukrainien, polonais) sont parlées ensemble par plus des trois quarts des locuteurs. Les six pays de langues slaves qui font partie de l'UE incluent 16 % de sa population après 2020. Ces langues sont communément divisées en trois familles :
- langues slaves occidentales, qui rassemble le slovaque, le tchèque, le polonais, le sorabe, le silésien et le cachoube, parlées en République tchèque, Slovaquie, Allemagne et Pologne ;
- langues slaves orientales, dont les trois principales représentantes sont le russe, le biélorusse et l'ukrainien (Ukraine, Transnistrie). Le rusyn rassemble également environ 62 500 locuteurs en  Slovaquie et Ukraine.
- langues slaves méridionales, comprenant le slovène, l'ensemble serbo-croate, le bulgare et le macédonien.

#### Langues celtes

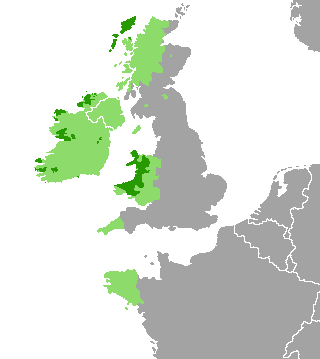
Langues celtes en Europe

Les langues celtes sont réparties en deux groupes historiques, langues celtiques continentales et langues celtiques insulaires. Les langues du premier groupe sont toutes éteintes aujourd'hui, tandis que les langues du groupe insulaire, encore usitées dans le nord-ouest du continent, rassemblent environ 1,5 million de locuteurs quotidiens entre langues brittoniques (gallois, cornique, breton) et langues gaéliques (gaélique écossais, gaélique irlandais, mannois).

#### Langues isolées
D'autres langues parlées sur le continent européen sont reconnues comme étant des langues indo-européennes, sans pour autant qu'elles soient rattachées à une des familles détaillées précédemment ni qu'elles soient davantage apparentées les unes aux autres. Parmi les plus employées :
- l'albanais, parlé en Albanie, au Kosovo et dans certains territoires environnants (Grèce, Monténégro, Macédoine, Serbie) sous ses deux formes : guègue et tosque ;
- l'arménien, parlé en Arménie et au Haut-Karabagh ;
- le grec moderne, parlé principalement en Grèce et à Chypre, seul représentant actuel de la famille des langues helléniques ;
- l'ossète, parlé par le peuple ossète dans le nord du Caucase, appartient à la famille des langues iraniennes, auxquelles appartiennent aussi le kurde et le persan.
- le romani, langue majoritaire des Roms installés en Europe, appartient à la famille des langues indo-aryennes, originaires d'Inde.

### Langues non indo-européennes
Ces différentes langues sont également classées en plusieurs groupes.

#### Langues caucasiennes

Distribution géographique des langues caucasiennes en Europe.

Les langues caucasiennes regroupent plusieurs langues parlées dans la région du Caucase. Elles appartiennent à trois sous-groupes :
- langues kartvéliennes, rassemblant environ 5 million de locuteurs et représentées par le géorgien, le laze, le mingrélien et le svane, parlées dans le Nord de la Turquie et en Géorgie ;
- langues abkhazo-adygiennes (abkhaze, abaza, kabarde, adyguéen), réparties entre Géorgie, Russie et Turquie ;
- langues nakho-daghestaniennes, qui rassemblent plusieurs dizaines de langues et dialectes parlés principalement dans les Républiques caucasiennes de la fédération de Russie et le nord de l'Azerbaïdjan, représentées notamment par le tchétchène, l'ingouche, le lezghien et le dargwa.

#### Langues ouraliennes

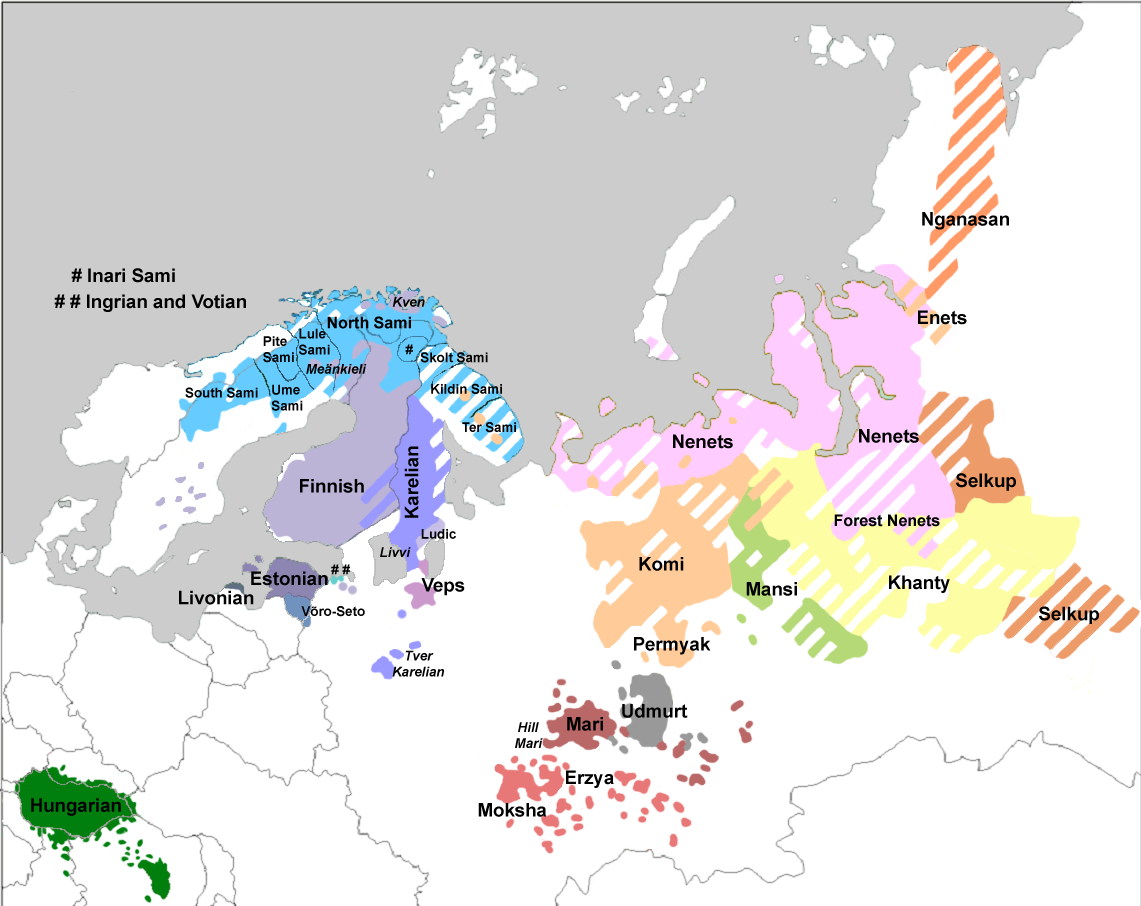
Répartition des langues ouraliennes en Europe.

Les langues ouraliennes rassemblent de nombreuses langues réparties sur plusieurs espaces géographiques discontinus entre l'Europe centrale et la Sibérie. Leurs principaux représentants en Europe appartiennent au grand sous-groupe des langues finno-ougriennes. Ce sous-groupe se compose de plusieurs sous-ensembles :
- langues ougriennes, auxquelles appartient le hongrois, parlé en Hongrie et dans plusieurs pays européens voisins (Slovaquie, Autriche, Serbie, Slovénie,Roumanie...) ;
- langues finno-permiennes, qui réunissent les langues sames (nord de la Fennoscandie), les langues fenniques (finnois, estonien, carélien), et plusieurs langues parlées en Russie européenne (langues mordves, langues permiennes, mari...).

#### Langues sémitiques
Parlé par environ 400 000 locuteurs, le maltais est la seule langue sémitique officielle parlée en Europe.
Langue dérivée de l'arabe sicilien du Moyen-Âge , celle-ci éteinte en Sicile (Italie) depuis le début du XVIe siècle .

#### Langues turques
Si elles regroupent plus de 200 millions de locuteurs dans le monde, les langues turques ne sont représentées en Europe que par les locuteurs du turc en Turquie européenne et à Chypre, de l'azéri en Azerbaïdjan et au Daghestan, du kazakh dans la partie européenne du Kazakhstan et du tatar au Tatarstan (fédération de Russie) et en Crimée. Il existe également des langues turcophones parlées par un petit nombre de locuteurs dans le Nord-Caucase : karatchaïevo-balkar et koumyk.

#### Langues mongoles
Le kalmouk, en Kalmoukie, près de la basse Volga dans la fédération de Russie.

## État des lieux quantitatif et qualitatif

### Nombre de locuteurs
| Langue                | Locuteurs                                                                             | Statut officiel au niveau étatique                               | Statut officiel au niveau régional                                                             |
| --------------------- | ------------------------------------------------------------------------------------- | ---------------------------------------------------------------- | ---------------------------------------------------------------------------------------------- |
| Adyguéen              | 117 500                                                                               |                                                                  | Adyguée (Russie)                                                                               |
| Albanais              | 5 367 000                                                                             | Albanie, Kosovo, Monténégro                                      | Macédoine                                                                                      |
| Allemand              | 100 000 000                                                                           | Autriche, Belgique, Allemagne, Liechtenstein, Luxembourg, Suisse | Bolzano (Italie), Trentin-Haut-Adige (Italie), Voïvodie d'Opole (Pologne)                      |
| Anglais               | 59 800 000                                                                            | Irlande, Malte, Royaume-Uni                                      |                                                                                                |
| Aragonais             | 54 481                                                                                |                                                                  |                                                                                                |
| Arménien              | 5 902 970                                                                             | Arménie                                                          |                                                                                                |
| Aroumain              | 114 340                                                                               |                                                                  | Macédoine                                                                                      |
| Asturien              | 450 000                                                                               |                                                                  |                                                                                                |
| Avar                  | 760 000                                                                               |                                                                  | Daghestan (Russie)                                                                             |
| Azéri                 | 24 226 940                                                                            | Azerbaïdjan                                                      | Daghestan (Russie)                                                                             |
| Bachkir               | 1 221 000                                                                             |                                                                  | Bachkirie (Russie)                                                                             |
| Basque                | 545 872                                                                               |                                                                  | Pays basque et Navarre (Espagne)                                                               |
| Biélorusse            | 3 312 610                                                                             | Biélorussie                                                      |                                                                                                |
| Bosnien               | 2 225 290                                                                             | Bosnie-Herzégovine, Monténégro                                   |                                                                                                |
| Breton                | 206 000                                                                               |                                                                  |                                                                                                |
| Bulgare               | 8 157 770                                                                             | Bulgarie                                                         |                                                                                                |
| Cachoube              | 50 000                                                                                |                                                                  | Pologne                                                                                        |
| Carélien              | 36 000                                                                                |                                                                  | Carélie (Russie)                                                                               |
| Catalan               | 10 000 000 ,                                                                          | Andorre                                                          | Îles Baléares, Catalogne, et Communauté valencienne (Espagne)                                  |
| Cornique              | 557                                                                                   |                                                                  | Cornouailles (Royaume-Uni)                                                                     |
| Corse                 | 31 000                                                                                |                                                                  | Corse (France), Sardaigne (Italie)                                                             |
| Croate                | 5 752 090                                                                             | Bosnie-Herzégovine, Croatie, Monténégro                          | Burgenland (Autriche)                                                                          |
| Danois                | 5 522 490                                                                             | Danemark                                                         |                                                                                                |
| Erzya                 | 119 330                                                                               |                                                                  | Mordovie (Russie)                                                                              |
| Espagnol              | 45 000 000                                                                            | Espagne                                                          |                                                                                                |
| Estonien              | 1 165 400                                                                             | Estonie                                                          |                                                                                                |
| Estrémègne            | 201 500                                                                               |                                                                  |                                                                                                |
| Féroïen               | 66 150                                                                                |                                                                  | Îles Féroé (Danemark)                                                                          |
| Finnois               | 5 392 180                                                                             | Finlande                                                         |                                                                                                |
| Français              | 72 500 000                                                                            | Belgique, France, Luxembourg, Monaco, Suisse                     | Vallée d'Aoste (Italie), Jersey (Royaume-Uni)                                                  |
| Franco-provençal      | 140 000                                                                               |                                                                  | Vallée d'Aoste (Italie)                                                                        |
| Frioulan              | 300 000                                                                               |                                                                  |                                                                                                |
| Frison                | 467 000                                                                               |                                                                  | Frise (Pays-Bas)                                                                               |
| Gaélique écossais     | 68 130                                                                                |                                                                  | Écosse (Royaume-Uni ; en particulier dans les Hébrides)                                        |
| Gagaouze              | 173 920                                                                               |                                                                  | Gagaouzie (Moldavie)                                                                           |
| Galicien              | 2 355 000                                                                             |                                                                  | Galice (Espagne)                                                                               |
| Gallo                 | 28 000                                                                                |                                                                  |                                                                                                |
| Gallois               | 536 890                                                                               |                                                                  | Pays de Galles (Royaume-Uni)                                                                   |
| Géorgien              | 4 237 710                                                                             | Géorgie                                                          |                                                                                                |
| Grec moderne          | 13 432 490                                                                            | Chypre, Grèce                                                    | Albanie (Albanie du sud)                                                                       |
| Hongrois              | 12 606 130                                                                            | Hongrie                                                          | Burgenland (Autriche), Voïvodine (Serbie)                                                      |
| Ingrien               | 120                                                                                   |                                                                  |                                                                                                |
| Irlandais             | 276 310                                                                               | Irlande                                                          | Irlande du Nord (Royaume-Uni)                                                                  |
| Islandais             | 300 000                                                                               | Islande                                                          |                                                                                                |
| Istriote              | 900                                                                                   |                                                                  |                                                                                                |
| Istro-roumain         | 1 100                                                                                 |                                                                  |                                                                                                |
| Italien               | 60 000 000                                                                            | Italie, Saint-Marin, Suisse, Vatican                             | Comitat d'Istrie (Croatie), Istrie slovène (Slovénie)                                          |
| Jersiais              | 2 800                                                                                 |                                                                  | Jersey (Royaume-Uni)                                                                           |
| Judéo-italien         | 250                                                                                   |                                                                  |                                                                                                |
| Kabarde               | 1 628 500                                                                             |                                                                  | Kabardino-Balkarie et Karatchaïévo-Tcherkessie (Russie)                                        |
| Kalmouk               | 80 500                                                                                |                                                                  | Kalmoukie (Russie)                                                                             |
| Kazakh                | 5 290 000                                                                             | Kazakhstan                                                       |                                                                                                |
| Ladin                 | 31 000                                                                                |                                                                  | Vénétie (Province de Belluno), Bolzano , et Trentin (Italie)                                   |
| Latin                 | 30 000                                                                                | Vatican                                                          |                                                                                                |
| Laze                  | 22 000                                                                                |                                                                  |                                                                                                |
| Letton                | 1 752 260                                                                             | Lettonie                                                         |                                                                                                |
| Ligure                | 505 100                                                                               |                                                                  |                                                                                                |
| Limbourgeois          | 1 600 000[réf. nécessaire]                                                            |                                                                  | Limbourg (Pays-Bas)                                                                            |
| Lituanien             | 3 001 860                                                                             | Lituanie                                                         |                                                                                                |
| Lombard               | 3 903 000                                                                             |                                                                  |                                                                                                |
| Luxembourgeois        | 336 710                                                                               | Luxembourg                                                       |                                                                                                |
| Macédonien            | 1 407 810                                                                             | Macédoine                                                        |                                                                                                |
| Maltais               | 522 000                                                                               | Malte                                                            |                                                                                                |
| Mannois               | 1 000 ou moins                                                                        |                                                                  | Île de Man (Royaume-Uni)                                                                       |
| Mari                  | 509 090                                                                               |                                                                  | République des Maris (Russie)                                                                  |
| Mégléno-roumain       | 5 000                                                                                 |                                                                  |                                                                                                |
| Mingrélien            | 500 000                                                                               |                                                                  |                                                                                                |
| Mirandais             | 15 000                                                                                |                                                                  | Terre de Miranda (Portugal)                                                                    |
| Monténégrin           | 510 000 Serbe/Monténégrin au Monténégro                                               | Monténégro                                                       |                                                                                                |
| Napolitain            | 5 700 000                                                                             |                                                                  |                                                                                                |
| Néerlandais           | 21 944 690                                                                            | Belgique, Pays-Bas                                               |                                                                                                |
| Norvégien             | 4 700 000                                                                             | Norvège                                                          |                                                                                                |
| Occitan               | 220 000                                                                               |                                                                  | Catalogne (Espagne), Italie                                                                    |
| Ossète                | 570 000                                                                               |                                                                  | Ossétie du Sud-Alanie (de facto indépendant, de jure Géorgie), Ossétie-du-Nord-Alanie (Russie) |
| Oudmourte             | 340 000                                                                               |                                                                  | Oudmourtie (Russie)                                                                            |
| Picard                | 200 000                                                                               |                                                                  | Belgique                                                                                       |
| Piémontais            | 1 600 000                                                                             |                                                                  | Piémont (Italie)                                                                               |
| Poitevin-saintongeais | 200 000                                                                               |                                                                  |                                                                                                |
| Polonais              | 38 663 780                                                                            | Pologne                                                          |                                                                                                |
| Portugais             | 10 000 000                                                                            | Portugal                                                         |                                                                                                |
| Romanche              | 35 139                                                                                | Suisse                                                           |                                                                                                |
| Romani                | 484 780                                                                               |                                                                  |                                                                                                |
| Roumain               | 23 782 990                                                                            | Moldavie, Roumanie                                               | Voïvodine (Serbie)                                                                             |
| Russe                 | 118 581 514 (dans toute la Russie) 82 000 000[réf. nécessaire] (en Russie européenne) | Biélorussie, Kazakhstan, Russie, Ukraine                         |                                                                                                |
| Sami                  | 30 000                                                                                |                                                                  | Norvège, Suède, Finlande                                                                       |
| Sarde                 | 1 200 000                                                                             |                                                                  | Sardaigne (Italie)                                                                             |
| Scots                 | 1 540 000                                                                             | Écosse                                                           | Angleterre (Royaume-Uni), Ulster (Irlande et Royaume-Uni)                                      |
| Serbe                 | 8 957 906                                                                             | Bosnie-Herzégovine, Kosovo, Monténégro, Serbie                   |                                                                                                |
| Sicilien              | 4 700 000                                                                             |                                                                  |                                                                                                |
| Silésien              | 522 000                                                                               |                                                                  | Haute-Silésie, Silésie (Pologne)                                                               |
| Slovaque              | 5 187 740                                                                             | République tchèque, Slovaquie                                    | Voïvodine (Serbie)                                                                             |
| Slovène               | 2 085 000                                                                             | Slovénie                                                         |                                                                                                |
| Sorabe                | 30 000 ou moins                                                                       |                                                                  | Lusace (Allemagne)                                                                             |
| Suédois               | 9 197 090                                                                             | Finlande, Suède                                                  |                                                                                                |
| Svane                 | 15 000                                                                                |                                                                  |                                                                                                |
| Tabassaran            | 126 900                                                                               |                                                                  | Daghestan (Russie)                                                                             |
| Tat                   | 28 000 (excluant le Juhuri (1989)                                                     |                                                                  | Daghestan (Russie)                                                                             |
| Tatar                 | 5 400 000                                                                             |                                                                  | Tatarstan (Russie)                                                                             |
| Tatar de Crimée       | 475 540                                                                               |                                                                  | Crimée et Sébastopol (de facto Russie, de jure Ukraine)                                        |
| Tchétchène            | 1 361 000                                                                             |                                                                  | Tchétchénie et Daghestan (Russie)                                                              |
| Tchèque               | 10 619 340                                                                            | République tchèque                                               |                                                                                                |
| Tchouvache            | 1 077 420                                                                             |                                                                  | Tchouvachie (Russie)                                                                           |
| Turc                  | 19 000 000 (dans toute l'Europe) 10 000 000 (en Turquie européenne)                   | Turquie, Chypre                                                  | Chypre du Nord                                                                                 |
| Ukrainien             | 32 600 000                                                                            | Ukraine                                                          |                                                                                                |
| Vénitien              | 3 852 500                                                                             |                                                                  | Vénétie (Italie)                                                                               |
| Vepse                 | 3 610                                                                                 |                                                                  | Carélie (Russie)                                                                               |
| Võro                  | 75 000                                                                                |                                                                  |                                                                                                |
| Wallon                | 600 000                                                                               |                                                                  | Wallonie (Belgique)                                                                            |
| Wilamowicien          | 70                                                                                    | Pologne                                                          |                                                                                                |
| Yiddish               | 1 546 690,                                                                            |                                                                  | Bosnie-Herzégovine, Pays-Bas, Pologne, Roumanie, Suède, Ukraine                                |

### Statut officiel des langues
L'Union européenne reconnaît 24 langues officielles, mais il existe une très grande diversité de langues et dialectes utilisés de façon très variée et aléatoire. Ainsi, le projet Ethnologue recense 230 langues, le programme de recherche Euromosaic reconnaît plusieurs dizaines[Combien ?] de minorités linguistiques, et la Commission européenne évoque une soixantaine de langues régionales et minoritaires.
Les statuts de ces langues sont très variés ; un grand nombre d'entre-elles ne bénéficient pas d'un statut d'officialité.